# Scopula praesignipuncta
Scopula praesignipuncta är en fjärilsart som beskrevs av Louis Beethoven Prout 1920. Scopula praesignipuncta ingår i släktet Scopula och familjen mätare. Inga underarter finns listade.